# The Pretty Things (album)
| Recensione | Giudizio |
| ---------- | -------- |
| AllMusic   | [ 1 ]    |

The Pretty Things è un il primo album discografico dell'omonimo gruppo musicale rock inglese, pubblicato dall'etichetta discografica Fontana Records nel marzo del 1965.
L'album contiene il brano Rosalyn, pubblicato in precedenza (giugno 1964) come singolo ed entrato in classifica (UK) raggiungendo la quarantunesima posizione, Honey I Need ebbe maggior fortuna, toccò la tredicesima posizione, ancora meglio fece il brano Don't Bring Me Down (che in seguito fu inserito nella versione statunitense dell'album) che raggiunse la decima posizione di classifica e rimase il maggior singolo di successo nella storia del gruppo.

## Tracce

### LP originale pubblicato nel Regno Unito (Fontana Records, TL 5239)
Lato A
1. Road Runner – 3:12 (Ellas McDaniel)
2. Judgement Day – 2:46 (Bryan Morrison, adattato da: The Pretty Things)
3. 13 Chester Street – 2:22 (The Pretty Things)
4. Big City – 2:01 (Alan Klein, Jimmy Duncan)
5. Unknown Blues – 3:48 (The Pretty Things)
6. Mama, Keep Your Big Mouth Shut – 3:04 (Ellas McDaniel)

Durata totale: 17:13
Lato B
1. Honey I Need – 1:59 (Dick Taylor, John Warburton, Smithling (Peter Leslie Smith))
2. Oh, Baby Doll – 3:01 (Chuck Berry)
3. She's Fine She's Mine – 4:24 (Ellas McDaniel)
4. Don't Lie to Me – 3:53 (Chuck Berry)
5. The Moon Is Rising – 2:33 (Jimmy Reed)
6. Pretty Thing – 1:38 (Ellas McDaniel)

Durata totale: 17:28

### LP originale pubblicato negli Stati Uniti (Fontana Records, SRF-67544)
Lato A
1. Honey I Need – 1:58 (Dick Taylor, John Warburton, Smithling (Peter Leslie Smith))
2. Rosalyn – 2:20 (William Farley, Jimmy Duncan)
3. 13 Chester Street – 2:20 (The Pretty Things)
4. I Can Never Say – 3:00 (The Pretty things)
5. Unknown Blues – 2:35 (The Pretty Things)
6. The Moon Is Rising – 2:30 (Jimmy Reed)

Durata totale: 14:43
Lato B
1. Don't Bring Me Down – 2:09 (Johnnie Dee)
2. Road Runner – 3:13 (Ellas McDaniel)
3. We'll Be Together – 2:09 (Dick Taylor, John Stax, Phil May)
4. Judgement Day – 2:45 (The Pretty Things)
5. Big City – 2:30 (Alan Klein, Jimmy Duncan)
6. Pretty Things – 1:39 (Ellas McDaniel)

Durata totale: 14:25
Edizione CD del 1990, pubblicato dalla Fontana Records (846 054-2)
1. Road Runner – 3:18 (Ellas McDaniel)
2. Judgement Day – 2:50 (Bryan Morrison, adattato da: The Pretty Things)
3. 13 Chester Street – 2:24 (The Pretty Things)
4. Big City – 2:05 (Alan Klein, Jimmy Duncan)
5. Unknown Blues – 3:52 (The Pretty Things)
6. Mama, Keep Your Big Mouth Shut – 3:05 (Ellas McDaniel)
7. Honey, I Need – 2:05 (Dick Taylor, John Warburton, Smithling (Peter Leslie Smith))
8. Oh, Baby Doll – 3:04 (Chuck Berry)
9. She's Fine She's Mine – 4:28 (Ellas McDaniel)
10. Don't Lie to Me – 3:55 (Chuck Berry)
11. The Moon Is Rising – 2:38 (Jimmy Reed)
12. Pretty Thing – 1:40 (Ellas McDaniel)
13. Rosalyn – 2:27 (Bill Farley, Jimmy Duncan) – Bonus Track
14. Big Boss Man – 2:42 (Al Smith, Luther Dixon) – Bonus Track
15. Don't Bring Me Down – 2:13 (Johnnie Dee) – Bonus Track
16. We'll Be Together – 2:12 (Dick Taylor, John Stax, Phil May) – Bonus Track
17. I Can Never Say – 2:35 (The Pretty Things) – Bonus Track

Durata totale: 47:33
Edizione CD del 2002, pubblicato dalla Repertoire Records (REP 4927)
1. Roadrunner – 3:11 (Ellas McDaniel)
2. Judgement Day – 2:46 (Bryan Morrison, adattato da: The Pretty Things)
3. 13 Chester Street – 2:19 (The Pretty Things)
4. Big City – 2:00 (Alan Klein, Jimmy Duncan)
5. Unknown Blues – 3:47 (The Pretty Things)
6. Mama, Keep Your Big Mouth Shut – 3:00 (Ellas McDaniel)
7. Honey, I Need – 1:57 (Dick Taylor, John Warburton, Smithling (Peter Leslie Smith))
8. Oh Baby Doll – 2:59 (Chuck Berry)
9. She's Fine She's Mine – 4:21 (Ellas McDaniel)
10. Don't Lie to Me – 3:50 (Chuck Berry)
11. The Moon Is Rising – 2:30 (Jimmy Reed)
12. Pretty Thing – 1:36 (Ellas McDaniel)
13. Rosalyn – 2:18 (Bill Farley, Jimmy Duncan) – Bonus Track
14. Big Boss Man – 2:36 (Al Smith, Luther Dixon) – Bonus Track
15. Don't Bring Me Down – 2:08 (Johnnie Dee) – Bonus Track
16. We'll Be Together – 2:34 (Dick Taylor, John Stax, Phil May) – Bonus Track
17. I Can Never Say – 2:14 (The Pretty Things) – Bonus Track
18. Get Yourself Home – 2:20 (The Pretty Things) – Bonus Track

Durata totale: 48:26

## Formazione
- Phil May - voce
- Dick The Beard Taylor - chitarra solista
- Brian Pendleton (Yetti) - chitarra ritmica
- John Stax - basso, chitarra
- Viv Prince - batteria